# Do or Die (The-BossHoss-Album)
Do or Die ist das 2009 erschienene, vierte Studioalbum der deutschen Band The BossHoss. Das Album beinhaltet überwiegend Kompositionen der Band und neben Country-Musik auch Elemente aus Punk, Hard Rock und Rockabilly.

## Allgemeines
Über den Titel des Albums merkte Power in einem Interview an: „Leben im Sinne von 'die Vergangenheit zu streichen, neu anzufangen, immer wieder aufzustehen, weil jeder Tag dein erster sein kann'“. Last Day und Close wurden später für das Kompilationsalbum Low Voltage in Akustikbesetzung aufgenommen. Go! Go! Go! wurde als Single ausgekoppelt, erreichte die Charts jedoch nicht.
Crazy About Mary schließt inhaltlich an die Lieder Mary Marry Me und Goodbye Mary von den Alben Rodeo Radio und Stallion Battalion an. Das Stück ist eines von zweien, die Power gemeinsam mit Williamson komponierte.

## Titelliste
1. Last Day (Power) 3:54
2. Eagleize It (Power) 3:25
3. Boon And Bain (Power) 3:32
4. Jelly Bean (Power) 3:23
5. Break Free (Power) 3:38
6. 21st Century Buttkickin' Love Affair (Power) 3:15
7. Go! Go! Go! (Power) 3:12
8. Rock On Rock (Power) 3:03
9. Wolf Call (Presley) 2:56
10. Close (Power) 3:03
11. Quick Joey Small (Kasenetz, Katz) 2:17
12. Shake Your Hips (Harpo) 3:24
13. Guitars And Cars (Power) 3:02
14. Crazy About Mary (Power/Williamson) 3:29

Bonustitel auf der DVD
1. Anarchy in the UK (Cook/Jones/Matlock/Rotten)
2. Rodeo Radio (Power)
3. Remedy (Power)
4. Polk Salad Annie (White)
5. Drowned in Lake Daniels (Power/Heinen)
6. Sugarman (Rodriguez)
7. Ça plane pour moi (Lacomblez/Deprijk)
8. Yeehaw (Power)
9. Shake & Shout (Power)
10. Stallion Battalion (Power)
11. Jesus Built My Hotrod (Jourgensen/Barker/Riefflin/Balch/Haynes)
12. Hey Ya! (Benjamin)

## Kritik
Marius Meyer schrieb für Alternativmusik.de am 16. Juni 2009: „The BossHoss machen es einem auch auf Do or Die nicht schwer, sie zu mögen. Schwieriger ist es, nach all den Konzerten und Veröffentlichungen immer wieder neue Worte für das zu finden, was es immer ist: Mitreißende Musik, die wirklich Spaß macht und nicht langweilig wird. Trotz der hohen Frequenz, in der The BossHoss ihre Musik unters Volk bringen – sei es auf Tour oder auf CD – schaffen sie es, nicht monoton zu werden oder sich selbst zu wiederholen. Und allein das ist schon eine wirklich gute Leistung. Wer The BossHoss bisher mochte, wird auch dieses Album mögen. Ein Album, um neue Zielgruppen zu erschließen, ist auch Do or Die nicht, aber das dürfte eine Sorge sein, mit der sich die Band aus Berlin, Mississippi wohl nicht so schnell zu beschäftigen braucht.“